# Беляйкин, Семён Ильич
Семён Ильич Беляйкин (1896, Каховка, Таврическая губерния — 5 марта 1945) — советский организатор авиационной промышленности. В 1937—1938 директор Московского авиационного института.

## Биография
Родился в местечке Каховка. Член РКП(б) с 1919 года.
Участник Гражданской войны, военком дивизионной школы и начальник политотдела 7-й Владимирской стрелковой дивизии. Постановлением Президиума ЦИК СССР от 20 февраля 1928 года в честь 10-летия РККА награждён орденом Красного Знамени.
Окончил Военно-воздушную академию РККА имени профессора Н. Е. Жуковского (1929?).
Доцент Московского авиационного института (МАИ), в 1931—1933 годах — декан самолётостроительного факультета, с августа 1937 по июнь 1938 года — директор МАИ.
В мае — августе 1937 года — заместитель директора и технический директор авиационного завода (впоследствии назывался Завод № 84 им. Героя Советского Союза В. П. Чкалова.
С 23 февраля 1938 года — начальник 1-го Главного Управления Наркомата оборонной промышленности СССР. Курировал авиастроение. Военинженер 1 ранга.
Арестован 20 декабря 1938 года, объявлен одним из виновников гибели Чкалова. Приговорён к 15 годам исправительно-трудовых лагерей. Умер в заключении. По другой версии, в начале марта 1945 г. освобождён и через несколько дней убит неизвестными в собственной квартире.